# Kismonostorszeg
Kismonostorszeg (románul: Mănășturel) falu Romániában, Erdélyben, Kolozs megyében.

## Fekvése
Déstől északkeletre, a Nagy-Szamos jobb partján futó út mellett fekvő település.

## Nevének eredete
Előnevét egykori Szent-Margitán állt Monostortól vette, melynek közelében vagy szegében feküdt. Szeg nevét pedig onnan is vehette, hogy egykor a Szamos egyik szögében, töréseiben fekhetett, amint a vele szomszédos község, Szunyogszeg is, mely ma puszta.

## Története
Kismonostorszeg, Monostorszeg nevét 1315-ben említette először oklevél Munusturzeg néven.
Nevének későbbi változatai: 1325-ben p. Monusturzyg, 1335-ben p. Munustursceg, 1495-ben Monostorzeg, 1553-ban Monostorzegh (Kádár V. 188), 1587-ben Monostorszegh, 1733-ban Monostorzegh, 1750-ben Monostor, Monostorszeg, 1808-ban Monostorszeg, Munestur, 1913-ban Kismonostorszeg.
Első birtokosai a Losonczi-Bánffy család ősei voltak. Keletkezése is kétségtelenül rájuk vezethető vissza, mert a középkorban a főrangú előkelő családok mindenikénél szokásban volt a család kegyúri hatósága alatt kolostort alapítani. Valószínű, hogy a Bánffyak, a 13. században élt Dénes nádor alapította a családi monostort itt Monostorszegen, de melyről puszta nevén kívül nem maradt fenn más adat.
Monostorszeget Dénes nádor fiának Dénes ispánnak fiaitól Tamástól és Istvántól a 14. század elején uralkodó zavaros időkben a hatalmas Kán László erdélyi vajda jogtalanul elfoglalta, a Bánffyak birtokukat újra csak 1315-ben Károly Róbert parancsára nyerték vissza.
A Bánffy Dénes fiainak 1325-ös birtokmegosztásakor Monostorszeg (Bánffy) Istvánnak jutott, ő pedig 1335-ben Losonczi Tamásnak adta e falut több birtokával együtt Losonczi Tamás nógrádi birtokaiért cserébe, de e csere úgy látszik nem történt meg, mert utána fiára Dénes mesterre szállt, kinek halálával 1393-ban a Bánffyak birtokmegosztása szerint Bánffy Dezső fiának Miklósnak és néhai László vajda fiának Jánosnak jutott.
1467-ben Mátyás király Bánffy István fiától Lászlótól és Bánffy Dezső fiaitól ifjú Lászlótól és Zsigmondtól csicsóvárbeli részeiket hűtlenségük miatt elvette, mivel a Szentgyörgyi Gróf János erdélyi vajda féle lázadásban részt vettek, az ahhoz tartozó Monostorszeg két részét Szerdahelyi Imrefi Györgynek és fiainak Kiss Jánosnak és Mihálynak adományozta.
1553-ban Csicsóvár tartozéka volt. Ekkor magyar lakosságú falu, bírája Nagy János volt.
1566-ban II. János király egész Monostorszeget, mint a lerontott Csicsóvár tartozékát Bessenyői Csakor Péternek és Tasnádi és Rozsályi Kún Gáspár fejedelmi udvarnokoknak és nejének Baki Nagy Katának adományozta.
1583-ban Monostorszeg a Rozsályi Kún Gáspár birtoka volt. 1603. évi összeírás szerint e község teljesen leégett, csak Kún István gabonaasztagjai maradtak meg.
1653-ban Nápolyi Györgyné Kún Katalin Monostorszeg felét az udvarházzal Torma Miklósnak zálogosította el, de a szerződés ellenére azt Torma kezébe nem bocsátotta. 1658-ban Nápolyi Istvánnak itt 2 adózó jobbágya volt.
1702-ben birtokosa Buday Zsigmond. 1715-ben az örökös nélküli Nápolyi Györgynek itteni részét a kincstár elfoglalta, de annak Nápolyi özvegye Felvinczy Klára, leánya Nápolyi Ágnes, valamint Nápolyi Éva, Buday Zsigmondné és Torma László ellentmondtak.
1760–1769 között birtokosai Torma István, Bölcsei Buday István és János, Palatkai László, Fráter Farkas, István és a Tatrosi család volt.
A trianoni békeszerződés előtt Szolnok-Doboka vármegye Dési járásához tartozott.
1910-ben 432 lakosából 77 magyar, 330 román volt. Ebből 354 görögkatolikus, 70 református, 4 izraelita volt.

## Híres emberek
- Bíró Sándor (Felső-Boldogasszonyfalva, ? - Kismonostorszeg, 1887. december 8.) - nemzetőr főhadnagy itt halt meg vásárolt birtokán. 1877. december 8-án F.-Boldogasszonyfalván, Udvarhelymegyében született. Tanulmányait Székelyudvarhelyen kezdete és végezte, rétyi pap lett és 11 évig paposkodott. 1848-ban nemzetőrséget alakított híveiből, melynek főhadnagya lett. Háromszék önvédelmi küzdelmében tevékeny részt vett, 1849 tavaszán tábori hitszónok, azonban palástját letevén, századossá nevezték ki, szállása Csíksomlyón volt, ahol a zárda betűivel Gál Sándor beleegyezése folytán szerkesztette és maga is szedte a "Hadi Lap"-ot. Az oroszok elől Kolozsvár, Bánffy-Hunyad felé húzódva a sereg, Zsibónál a tábort oda hagyva, Szatmár megyében bujdosott, Gergelyfi név alatt. 1855-ben Kővár vidékén tartózkodott, gazdatiszt és bérlő. Később Dés városa polgármesterévé is választotta. 1859-ben Lápos vidékén nőegyletet szervezett és felépíttette Magyarlápos református templomát és iskoláját is. 1844-ben kezdett írogatni a "Protestáns Egyház iskolai Lap," "Mult, Jelen," "Kis-Követ" és "Vasárnapi Újság"-ban. Rétyen mértékletességi egyletet alapított, kiadta Pálinkatan című művét. "Sepsi-Szent-Györgyön a szabadság" és a "Tömös Vámban az ellenségen vett teljes győzelem ünnepére" tartott két beszédét Brassóban nyomatták ki több ezer példányban. "Egy szó az iskolamesterek kiképzése érdekében" 1867-ben az egyházi lapokban. A vasútvonalnak Magyar-Lápos felé való vitele ügyében számos cikke jelent meg a Kolozsvári Közlönyben. Úti naplója magyarhonban, Ausztriában, Morva- és Csehországban 1853. szeptember 16-ától december 8-ig. Gergelyfi név alatt, kézirat. Háromszék története a forradalom alatt. Vázlat kéziratban maradt.

## Források

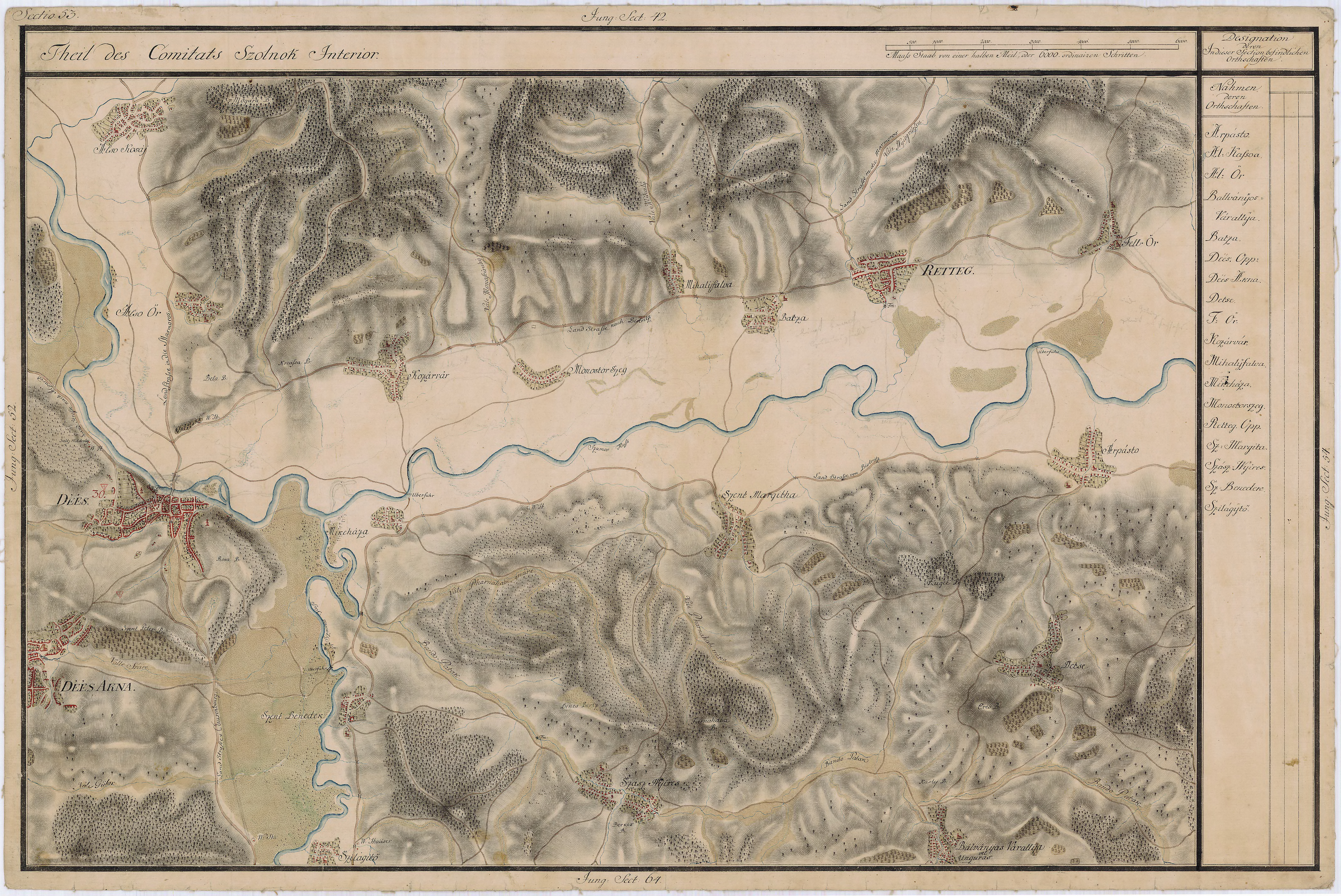
Kismonostorszeg egy régi térképen